# Ernest-André Daudin
Ernest-André Daudin, francoski general, * 1880, † 1977.